# Loud Rocks
Loud Rocks – album kompilacyjny zawierający efekty współpracy muzyków i zespołów rockowych z artystami hip hopowymi, wydany 5 września 2000 roku przez Loud Records.

## Lista utworów
1. "Shame" (System of a Down / Wu-Tang Clan) - 2:40
2. "Make Room" (Sugar Ray / Tha Alkaholiks) - 3:59
3. "Hip-Hop" (Static-X / Dead Prez) - 3:52
4. "Los Angeles Times" (Endo / Xzibit) - 4:05
5. "Shook Ones Part II" (Everlast / Mobb Deep) - 4:16
6. "Wu-Tang Clan Ain't Nothing ta Fuck Wit" (Tom Morello & Chad Smith / Wu-Tang Clan) - 3:52
7. "Only When I'm Drunk" (Crazy Town / Tha Alkaholiks) - 4:54
8. "What U See is What U Get" (Sevendust / Xzibit) - 5:12
9. "How Bout Some Hardcore" (Grunge is Dead / M.O.P.) - 3:28
10. "For Heaven's Sake 2000" (Ozzy Osbourne & Tony Iommi / Wu-Tang Clan) - 4:55
11. "Caribbean Connection" (Shootyz Groove / Big Pun) - 3:46
12. "Survival of the Fittest" (Sick of It All / Mobb Deep) - 3:46
13. "Still Not a Player" (Incubus / Big Pun) - 4:12

Wydanie kanadyjskie
1. "Daaam!" (Finger Eleven / Tha Alkaholiks) - 4:27

Wydanie japońskie
1. "Reign Of The Tec 2000" (YKZ / The Beatnuts)